# Arthur Illies

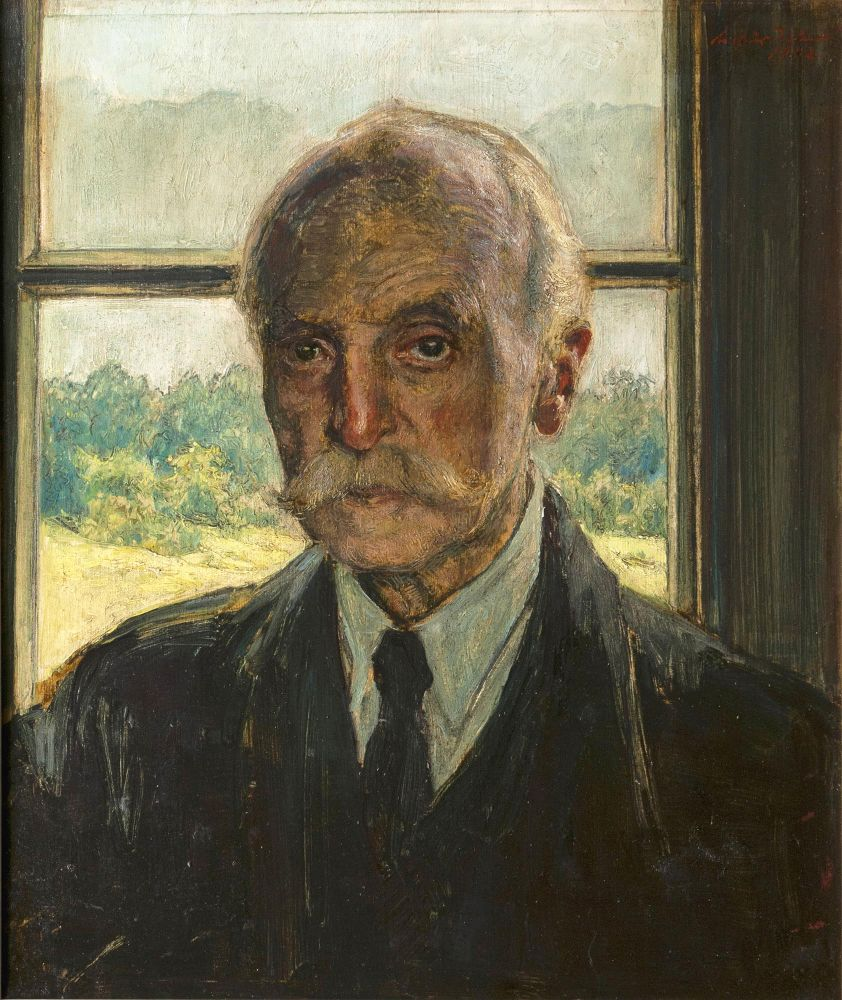
Selbstbildnis (1942)

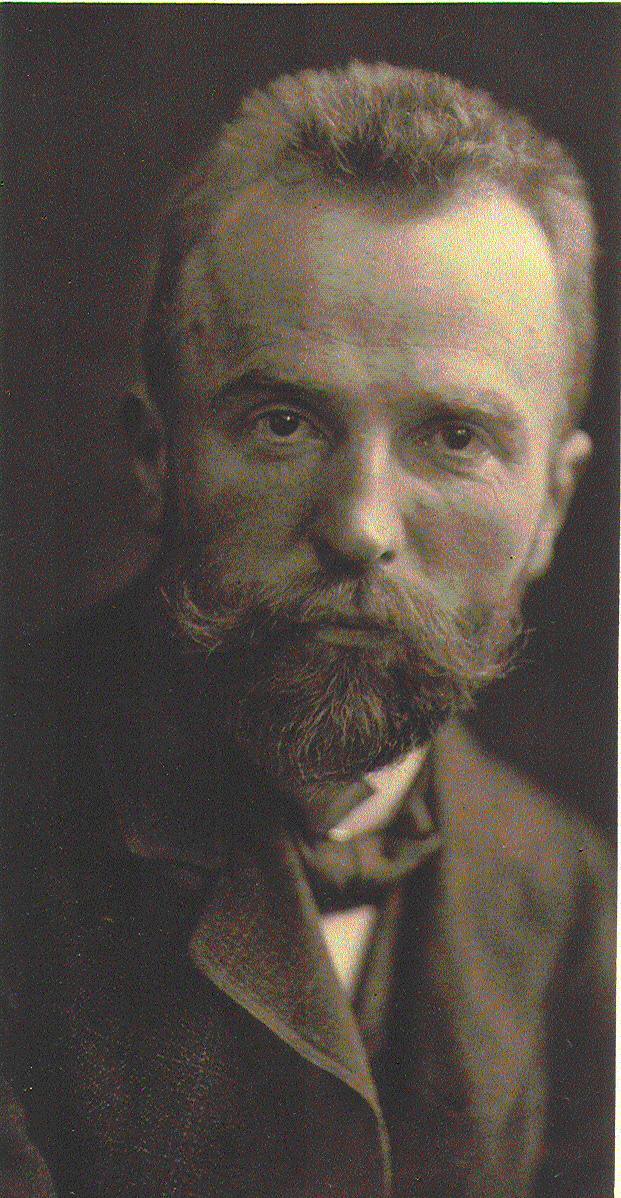
Arthur Illies, 1905. Foto von Rudolf Dührkoop

Karl Wilhelm Arthur Illies (* 9. Februar 1870 in Hamburg; † 27. Mai 1952 in Lüneburg) war ein deutscher Künstler. Er war Maler und galt um 1900 als genialer Grafiker.

## Leben und Werk
Arthur Illies wurde als Sohn des Hamburger Kaufmanns Theodor Friedrich Wilhelm Illies und dessen Frau Albertine Illies, geborene Schwarze, in Hamburg geboren. Er besuchte das Johanneum, wo Friedrich Schaper einer seiner Mitschüler war. Mit 16 Jahren begann er eine Lehre als Dekorationsmaler bei der Firma Wirth & Bay, bei der auch Paul Kayser zu der Zeit Lehrling war. Abends belegte er Aktzeichenkurse bei Paul Düyffcke an der Gewerbeschule und an Sonntagen Kurse für Tierzeichnen im Zoo bei Heinrich Ehrich, der sein ehemaliger Kunstlehrer am Johanneum war. Ab 1889, nach der Gesellenprüfung, studierte er in München zunächst an der Königlichen Kunstgewerbeschule bei Ludwig Lesker, immatrikulierte sich aber dann am 20. Oktober 1890 an der Königlichen Akademie der Bildenden Künste, wo er bei Johann Caspar Herterich studierte. 1892 brach er sein Studium ab. In seiner Selbstbiografie schrieb er im Mai 1940:

„Ostern 1892 stand ich während eines Aufenthaltes in Hamburg vor einem niedersächsischen Bauernhof in Langenhorn, und da fiel es mir wie Schuppen von den Augen, dass ich hier etwas sah, das mir innerlich näher stand als alles, was die Akademie und München mir allenfalls geben konnten.“

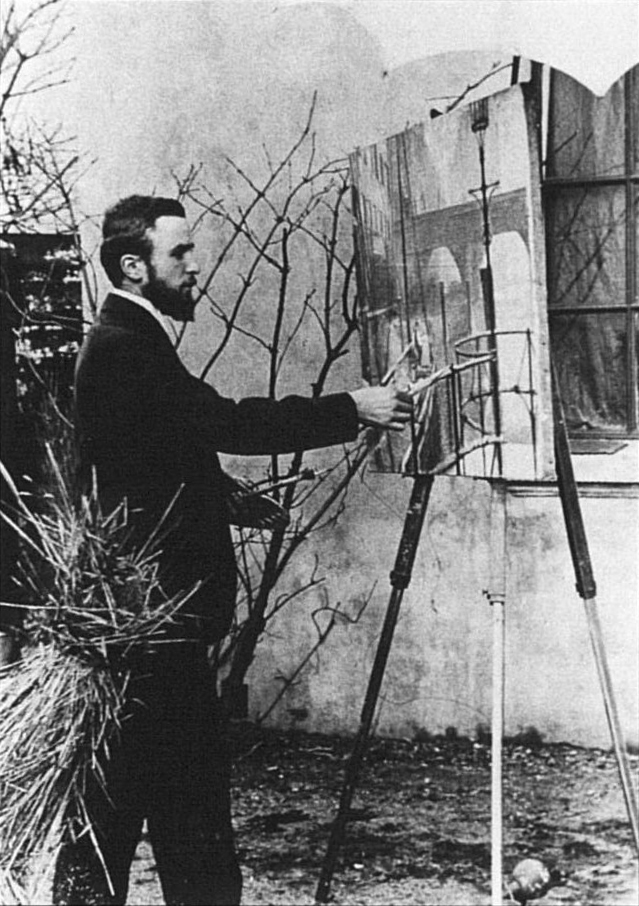
Arthur Illies an der Staffelei um 1895

Der Direktor der Hamburger Kunsthalle Alfred Lichtwark unterstützte ihn in dem Entschluss, München zu verlassen und sich in Hamburg zu etablieren. Im Herbst 1893 bezog er für ein paar Tage ein Zimmer in der Gastwirtschaft von Randel in Poppenbüttel, um im Freien zu malen. 1894 trat Illies dem Hamburger Künstlerverein bei und quartierte sich im Sommer zwecks gemeinsamer Freilichtmalstudien im Alstertal mit Ernst Eitner in Michaelsens Gasthaus Zur Alsterschleuse in Wellingsbüttel mit diesem ein. Auf Empfehlung Lichtwarks gesellten sich die Maler Paul Schroeter und Thomas Herbst zu ihnen. Nach einigen Wochen verlegten die Maler ihr Studiengebiet nach Fuhlsbüttel und bezogen Zimmer in der Gastwirtschaft Zum alten Posthause von Wilhelm Hinze am Rathsmühlendamm 21 (1938 abgerissen). Illies schuf 1894 in der Wellingsbütteler und Fuhlsbütteler Zeit 60 Gemälde. Der Kunstverein in Hamburg erwarb in dem Jahr für eine Ausstellungslotterie zwei Landschaftsölstudien Illies. Im selben Jahr zogen sein Vater und er von der Wandsbeker Chaussee 257 in den Peterskampweg 16, das Atelier dagegen hatte er in der Friedenstraße 27, ebenfalls in Hamburg-Eilbek.
1895 begann er eine Lehrtätigkeit an der Malschule für Damen von Valesca Röver, die bis 1908 andauerte. Im Sommer 1896 quartierten sich Paul Kayser, Alfred Mohrbutter und Arthur Illies in der Gaststätte Falkenberghof am Fuße des Falkenberges in der Neugrabener Heide ein, um in der Heide zu malen. Als nach einiger Zeit Kayser und Mohrbutter abreisten, malte Illies dort alleine weiter, bis es abends in dem unbeheizten Zimmer zu kalt wurde. In der Heide schuf er neun mehrfarbige Zinkätzungen, eine Lithografie und 51 Gemälde, von denen Lichtwark, nach Illies Rückkehr 1896, zwei für die Hamburger Kunsthalle erwarb. Im selben Jahr schuf Illies zudem für die Zeitschrift Pan, die Originalgraphiken veröffentlichte, neben einigen Randleisten auch die Radierung Ährenfeld. 1897 war er Mitbegründer des Hamburgischen Künstlerklubs, dessen Plakate und herausgegebenen Graphikmappendeckel er größtenteils entwarf. Ebenfalls 1897 verlobte er sich mit seiner Malschülerin Minna Schwerdtfeger (1877–1901), die dann für ein halbes Jahr nach Paris reiste und an der Académie Colarossi studierte. Anfang 1899 begann Illies, sein nach eigenen Entwürfen gestaltetes Haus in der Straße Huuskoppel in Lemsahl-Mellingstedt bauen zu lassen. Am 27. Juli war es bezugsfertig, er bekam die Schlüssel ausgehändigt.

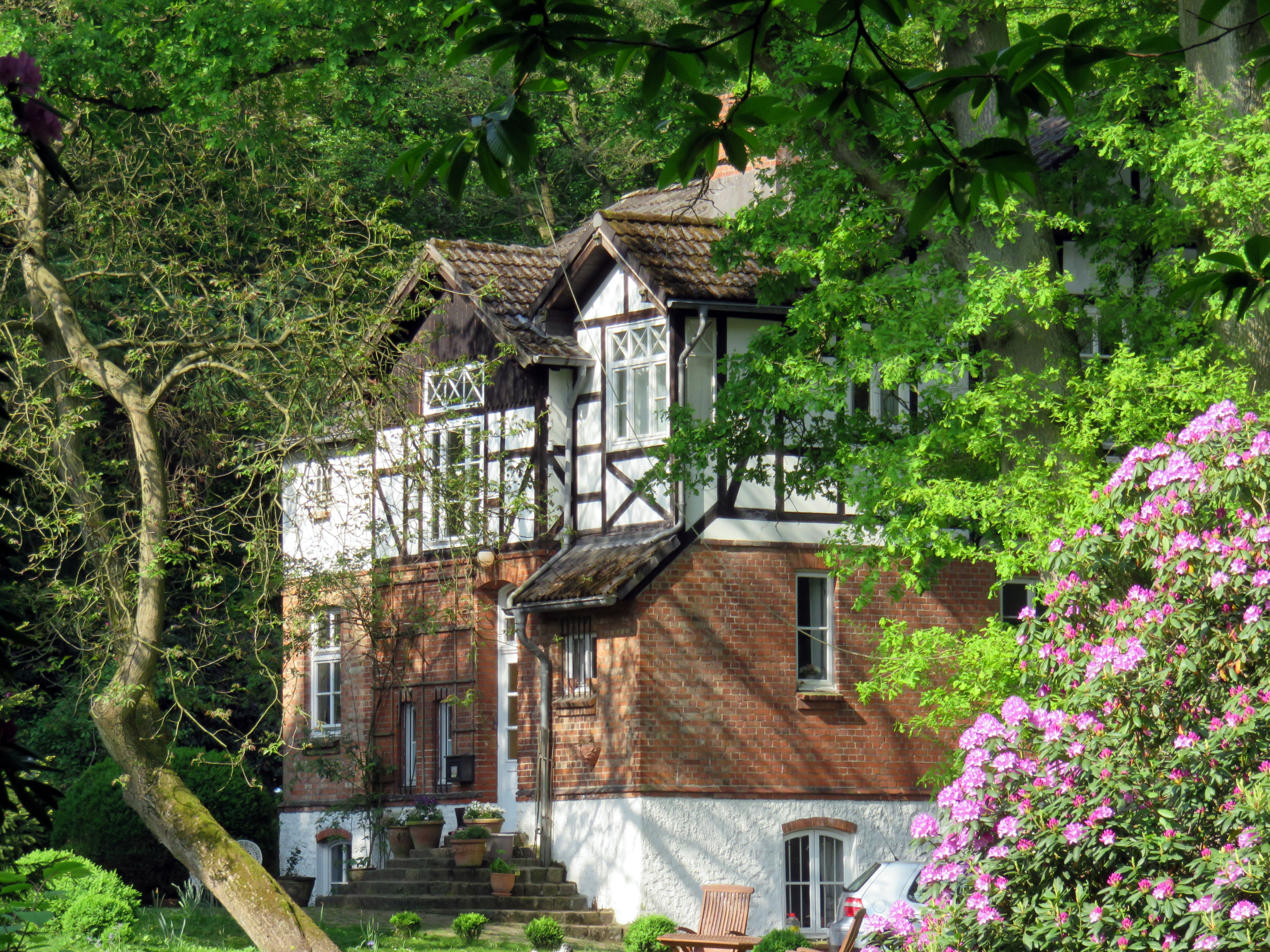
„Landhaus Illies“ am Alstertal,
Klein Borstel, 2018

Am 12. August 1900 heiratete Illies Minna Schwerdtfeger. Am 20. Juni 1901 brachte diese die gemeinsame Tochter Helga zur Welt, kurz darauf verstarb sie; sie wurde in Hamburg auf dem Ohlsdorfer Friedhof bei Kapelle 3 beigesetzt. Für einige Monate zog der trauernde Illies mit der Tochter zu seiner Mutter und seinem Bruder Konrad nach Klein Borstel ins Landhaus-Illies in der Straße Grüner Winkel 9. In der Zeit malte er nicht. Nur zögernd kehrte er zur Malerei zurück und zog ins Atelier seines Hauses in Lemsahl-Mellingstedt.
1905 heiratete er seine Malschülerin Georgie Rabeler (1880–1960). Aus dieser Ehe stammten die Kinder Kurt, Herta, Harald, Anke und Jens Harald Illies, der 1907 wenige Monate nach der Geburt starb. Im Sommer 1907 folgte Illies mit Ernst Eitner der Einladung Georg Burmesters, zu einem mehrmonatigen Aufenthalt in Heikendorf an der Kieler Förde. Bewegtes Wasser zu malen, war für ihn neu. Er benötigte einige Zeit, um sich auf das Motiv der bewegten Meeresoberfläche einzulassen und die Mittel für den Ausdruck der Bewegung zu finden. Er mietete sich eine leere Strandhalle mit breiter Glaswand zum Wasser und schuf im Verlauf des Sommers etwa 30 Ölgemälde, die auch in Hamburg beeindruckten. Ebenfalls 1907 schuf Illies in Anlehnung an den Jugendstil großformatige Wandgemälde für die Villa (1970 abgerissen) des Unternehmers und Kunstsammlers Henry B. Simms in Hamburg-Harvestehude, der schon zu Beginn seiner Sammlertätigkeit 14 Alstertal-Bilder von Illies für seine Sammlung erwarb. Drei Supraporten der insgesamt 14 Wandgemälde befinden sich heute im Museum für Kunst und Gewerbe Hamburg, während drei andere Wandbilder Eigentum der Georgie und Arthur Illies Familienstiftung Lüneburg sind.

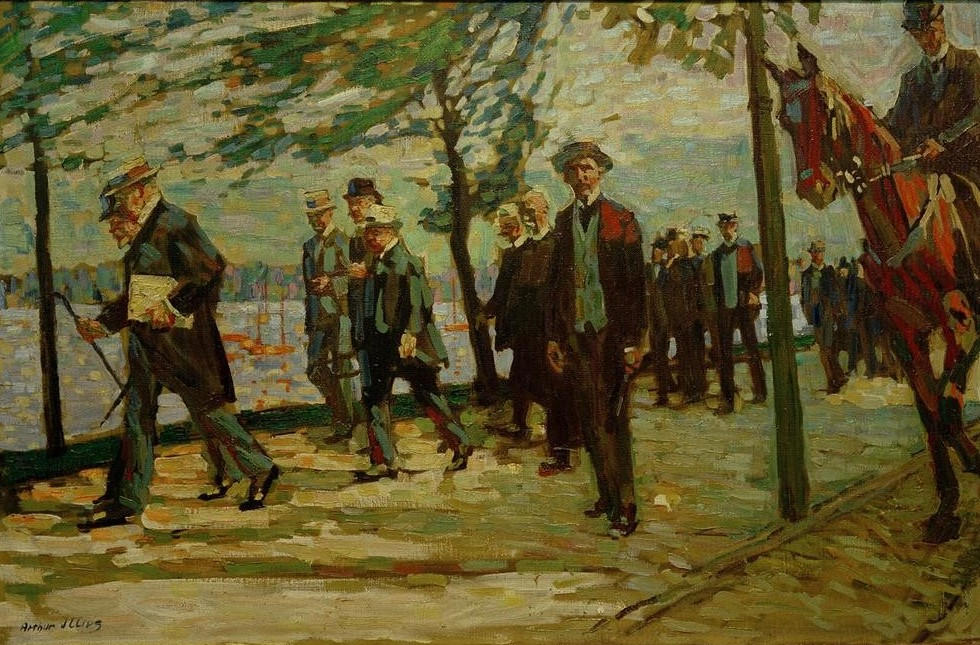
Gang in die Kontore (1908)

Ab dem 1. Oktober 1908 war Illies Dozent an der Staatlichen Kunstgewerbeschule in Hamburg für den neu eingerichteten Kurs Akt- und Kopfzeichnen. Für den Alsterverein, zu dessen Gründungsmitgliedern er gehörte, als er von 1898 bis 1910 in Lemsahl-Mellingstedt wohnte, entwarf er das Logo und Plakate, sowie Wegemarken für den neugeschaffenen Alsterwanderweg. Illies entwarf auch Diplome sowie das Signet der Gesellschaft zur Förderung der Amateurphotographie in Hamburg, zu deren Gründungsmitgliedern Ernst Juhl gehörte. Wegen der schlechten Verkehrsverbindung nach Hamburg zog Illies mit seiner Familie im Frühling 1910 in die Horner Landstraße 31 in Hamburg-Horn. Um 1912 schloss er mit dem Kieler Arzt, Kunstsammler und Maler Paul Wassily Freundschaft, der zehn Werke von ihm besaß.

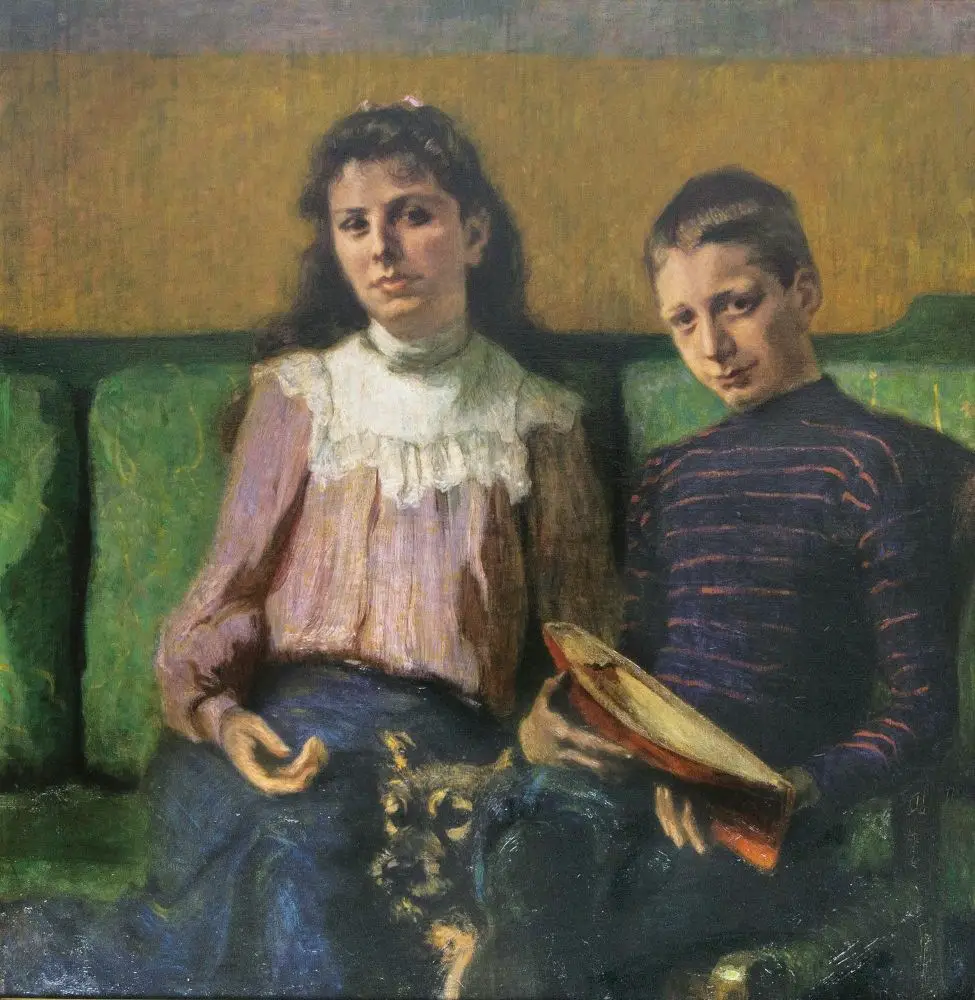
Steffensche Kinder (undatiert)

Illies frühe Malerei ist von Stilversuchen und unterschiedlichen Sujets geprägt. Es finden sich in seinem Frühwerk impressionistische und naturgetreuere Gemälde. Nach 1900 entstanden stilisierende, dekorative und um 1912 auch in fauvehaften Farben gesetzte pointillistische Bilder. Seine Themen waren vielfältig. Es entstanden Landschaften, Tierstudien und Straßenszenen Hamburgs, Bilder von der See, Nixen- und Märchenbilder sowie Aktstudien und eine große Zahl Porträts. Obwohl er in verschiedenen Gebieten der Malerei aktiv war, gelten insbesondere seine Landschaftsmalereien in den Formen des Jugendstils als herausragend. Auch auf dem Gebiet der Druckgraphik hat er sich mit originellen Darstellungen und innovativen Drucktechniken einen Namen gemacht. Er galt auf dem Gebiet eigenständiger Künstlergraphik in jener Zeit als Avantgardist. Noch Horst Janssen empfand Bewunderung für den bedeutenden Graphiker. Neben Gemälden und Graphiken schuf er auch Entwürfe für Möbel und Wanddekorationen.
1914 erhielt Illies ein Atelier in der Kunstgewerbeschule und beteiligte sich mit Radierungen an der Kölner Werkbundausstellung, die wegen des einsetzenden Ersten Weltkrieges frühzeitig abgebrochen werden musste. Sein vermietetes Haus in Lemsahl-Mellingstedt (1981 abgerissen) wurde während des Ersten Weltkrieges verkauft. Illies wurde vom Kriegsdienst freigestellt, fuhr aber 1916 im Auftrag von Otto Lauffer, dem Leiter des Museums für Hamburgische Geschichte, an die Front nach Jabłoń und Pinsk, um das 2. Hanseatische Regiment „Hamburg“ Nr. 76 im Felde drei Monate lang in Werken festzuhalten, die 1918 in der Aula der Kunstgewerbeschule in Hamburg ausgestellt wurden. Nach der Rückkehr von der Front wendete er sich auch der religiösen Malerei zu. Gleichzeitig entstanden Serien norddeutscher historischer Städte. 1917 zog er in den Uhlenhorster Weg 33 in Hamburg-Uhlenhorst. Ab 1919 leitete Illies die Fachklasse für Tafelmalerei und Graphik an der Kunstgewerbeschule und beteiligte sich an die dekorativen Gestaltung der Festsäle der Hamburger Künstlerfeste. 1920 war er Leiter der Jury der ersten Kieler Herbstwoche für Kunst und Wissenschaft. Von 1920 bis April 1924 war er 1. Vorsitzender der Hamburgischen Künstlerschaft. Am 17. Juni 1924 wurde Illies Mitglied der Hamburger Johannisloge Zum Pelikan. 1926 wurde er vom Hamburger Senat zum Professor ernannt. Ab 1926 erschienen Druckgraphiken von ihm auch bei der Griffelkunst-Vereinigung Langenhorn (seit 2002 Griffelkunst-Vereinigung Hamburg). Seine Graphiken wurden dort achtmal ausgewählt (Wahl 9, 16, 27, 32, 37, 40, 58, 60). Ab 1969 erschienen dort auch einige einfarbige Nachdrucke. 1928 malte Illies die alte Erlöserkirche in Hamburg-Borgfelde aus, die 1943 zerstört wurde. 1930 schuf er ein Altargemälde für die Phillipuskirche in Hamburg-Eimsbüttel. Schon in den 1920er-Jahren tauchten in seinen Korrespondenzen antisemitische Äußerungen auf. So machte er in einem Brief an den Künstler Ernst Eiter die Regierung dafür verantwortlich, dass „die Juden überall das Heft in die Hand bekommen haben“, während das deutsche Volk „apathisch geworden“ sei.

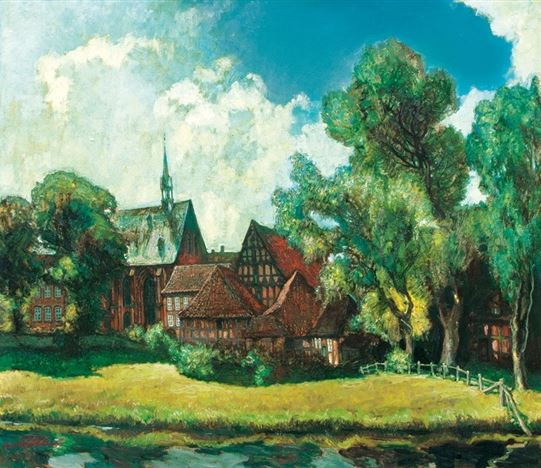
Kloster Lüne, (1943/44)

Illies war Mitglied im Kampfbund für deutsche Kultur, der 1934 aufgelöst wurde. Zum 1. Mai 1933 trat er der NSDAP bei (Mitgliedsnummer 2.754.591). Im selben Jahr wurde er frühzeitig als Professor entlassen und durch Paul Bollmann ersetzt. Enttäuscht zog er 1934 mit seiner Familie nach Ochtmissen bei Lüneburg. 1935 erstellte er im Rahmen eines Wettbewerbes Entwürfe für die Ruhmeshalle im Lübecker Holstentor mit marschierenden NS-Kolonnen, die abgelehnt wurden. 1937 zog er nach Lüneburg und restaurierte oder übermalte die Malereien an der Holzbalkendecke im Brömsehaus. Zusammen mit Hugo Friedrich Hartmann, Frido Witte, Otto Modersohn und Fritz Mackensen wurde ihm 1939 der Niederdeutsche Malerpreis in Worpswede verliehen. 1943 wurden im Bombenkrieg 63 seiner Gemälde zerstört. Auch wenn ein Entnazifizierungsgutachten 1946 behauptete, dass er nicht zu den vom NS-Staat besonders geförderten Künstlern gehörte, so belegen seine Beteiligungen an den Großen Deutschen Kunstausstellungen von 1941 bis 1944 etwas anderes. 1942 stellte er dort „Die Heimkehr der Flotte der Legion Condor“ aus, 1943 verkaufte er ein Ölgemälde zu einem hohen Preis an Joseph Goebbels.

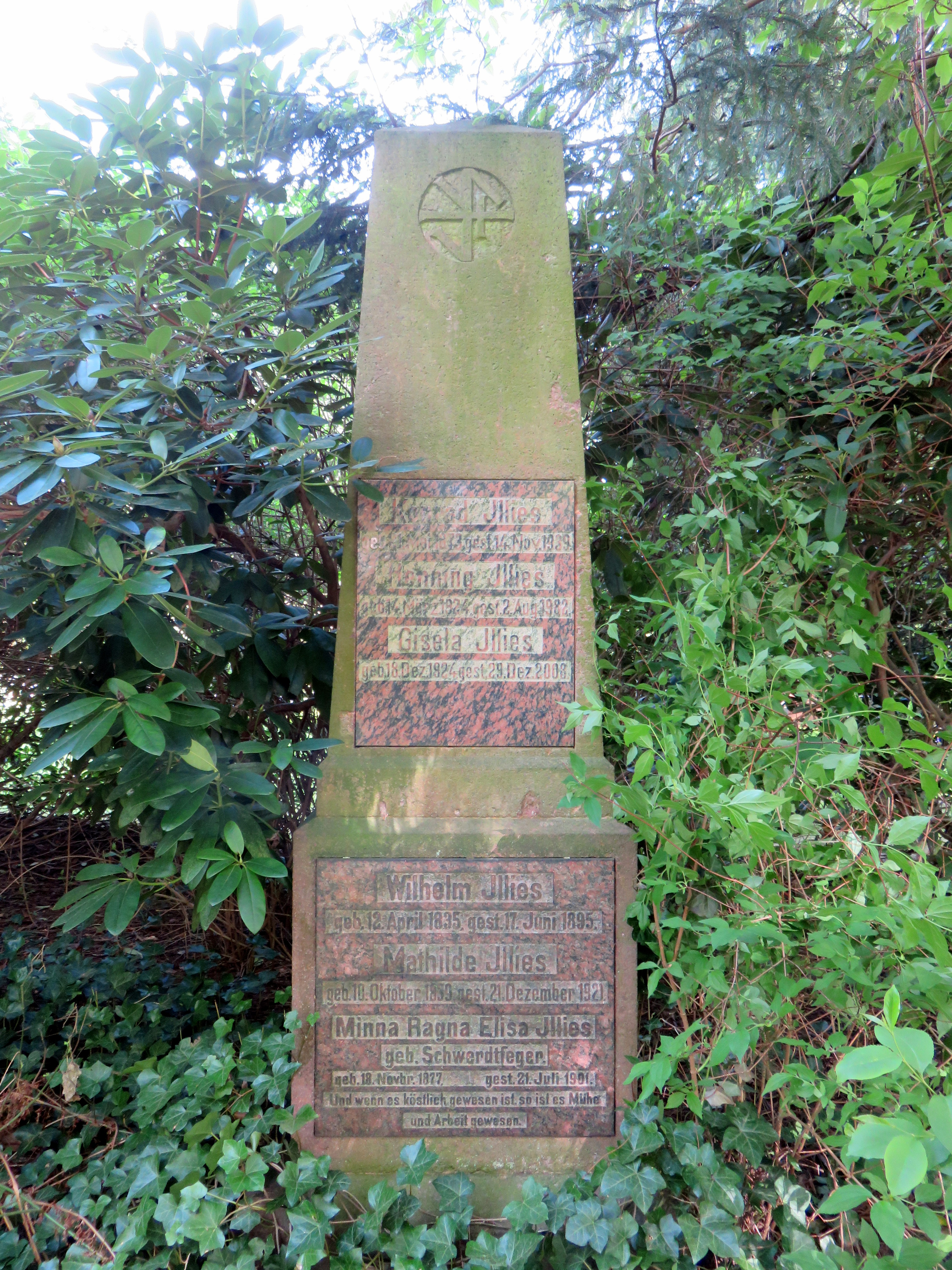
Familiengrab Illies mit Minna Illies auf dem Friedhof Ohlsdorf, 2018

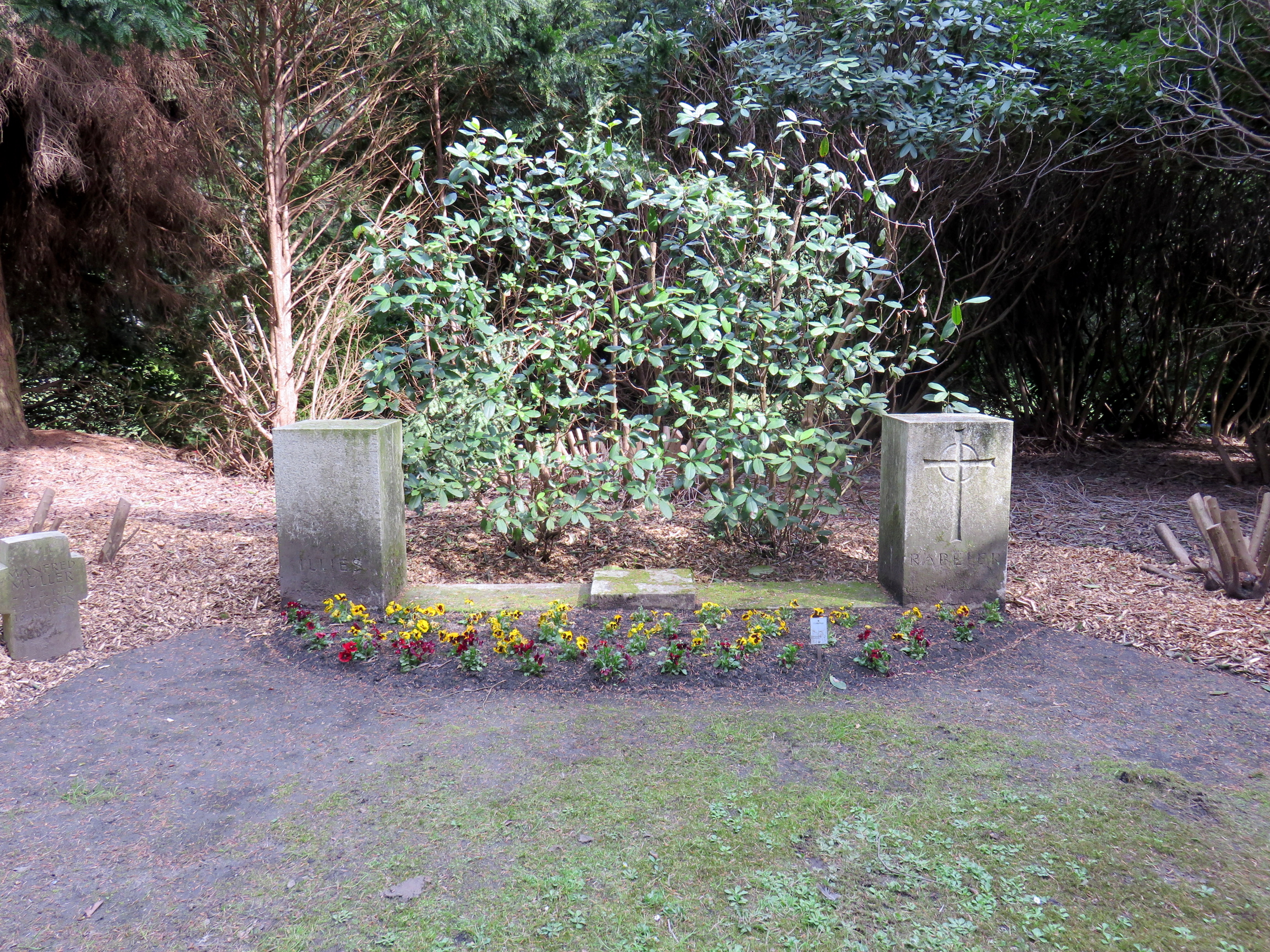
Grabanlage Illies/Rabeler auf dem Friedhof Ohlsdorf, 2018

1945 verlor er die Wohnung und zog ins Alte Kaufhaus. Nachdem er im selben Jahr Sehstörungen bekam, beschäftigte er sich fast nur noch mit Stillleben. 1946 wurde ihm wegen seiner nationalsozialistischen Aktivitäten die Pension aberkannt. Nachdem 1946 eine Berufung dagegen zunächst zurückgewiesen wurde, (Begründung: „[…] als Nazi schärfster Prägung in der gesamten Künstlerschaft bekannt.“) konnte er schließlich ab 1949 seine volle Pension wieder erhalten. Während damals das erwähnte Gutachten von Hugo Sieker eine Rolle spielte, betrachtet die heutige Forschung seine Rolle im Nationalsozialismus wesentlich kritischer. „Illies [muss] als deutlich NS-belastet bzw. ideologischer Gefolgsmann der NS-Kulturpolitik (Carsten Meyer-Tönnesmann) eingestuft werden“ urteilte David Templin im Auftrag des Staatsarchivs Hamburg.
1951 wurde er während einer großen Ausstellung seine Gemälde im Hamburger Museum für Völkerkunde zum Ehrenmitglied der Hamburgischen Künstlerschaft ernannt. Am 27. Mai 1952 starb Arthur Illies in seiner Atelierwohnung des Alten Kaufhauses. Er wurde in Hamburg auf dem Friedhof Ohlsdorf beigesetzt.

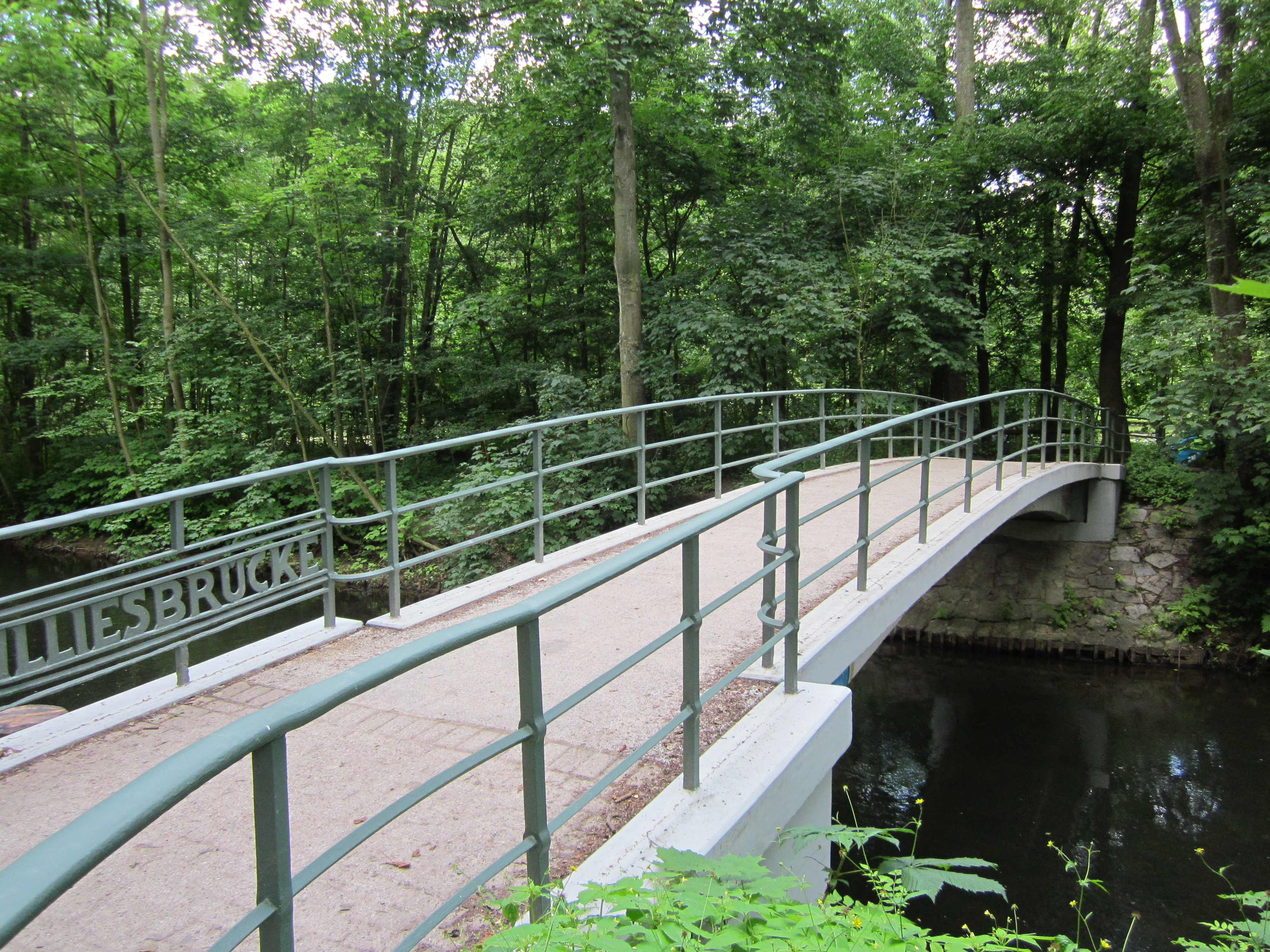
Die Illiesbrücke in Hamburg-Ohlsdorf, 2012

Neben den Mitgliedschaften in den genannten Vereinigungen, wie Alsterverein, Hamburger Künstlerverein, Hamburgischer Künstlerklub und Hamburgische Künstlerschaft, war Illies auch Mitglied des Kunstvereins in Hamburg, der Vereinigung Norddeutscher Künstler, der Schleswig-Holsteinische Kunstgenossenschaft und Mitglied im Deutschen Künstlerbund. Zu seinen Schülerinnen an der Malschule für Damen zählten unter anderen Alma del Banco, Gerda Koppel und Gretchen Wohlwill. Seine Schülerinnen und Schüler an der Kunstgewerbeschule waren unter anderen Felicitas Biehl geb. Robert († nach 1970, Frau von Fidde Biehl), Werner Bley (1897–1974), Carl Blohm, Georg Demetriades, Rolf Diener, Wilhelm Eigener, Arnold Fiedler, Ernst Flege (1898–1965), Fritz Flebbe, Rudolf Gahlbeck, Elsa Grohs-Hansen geb. Hansen (1892–1981, auch Gross-Hansen, Frau von Hans Grohs), Carl Gross, Georg Grygo, Elsa Haensgen-Dingkuhn, Gertrud von Hassel, Lotte Hasselmann († 1965), Rolf Hirschland (1907–1972), Paul Mechlen, Virgil Popp, Johannes Poppen (1893–1944), Hans Porwoll, Gertrud Schaeffer (1892–1960), Will Spanier (1894–1957), Eylert Spars (1903–1984), Hertha Spielberg (1890–1977), Justus Uder, Erich Venzmer, Hermann Wehrmann, Erich Wessel und Ernst Witt (1901–1977).
Nach Arthur Illies wurden 1955 der Illiesweg in Hamburg-Steilshoop und 1956 die Illiesbrücke über der Alster in Hamburg-Ohlsdorf benannt. In Lüneburg wurde der Arthur-Illies-Weg nach ihm benannt. Am 22. Dezember 1959 wurde ein Teil seiner Werke im Alten Kaufhaus in Lüneburg durch Brandstiftung zerstört. Auch die Werkstatt des Goldschmieds Herbert Zeitner, das Ostpreussische Jagdmuseum sowie ein Außenlager des Museums für das Fürstentum Lüneburg befanden sich in dem Gebäude und wurden zerstört. Der Serienbrandstifter Herbert Rademacher († 1996) wurde nach nur wenigen Prozesstagen am 4. Juli 1960 deswegen und wegen anderen Brandstiftungen vom Landgericht Lüneburg zu 15 Jahren Haft verurteilt. Im März 2018 wurde ein weiteres, 75 × 90 cm großes Ölgemälde aus dem Jahre 1907 mit dem Titel Spielende Kinder durch einen Brand vernichtet.
Arthur Illies ist mit Werken unter anderen in der Hamburger Kunsthalle, im Hamburger Museum für Kunst und Gewerbe, im Museum für Hamburgische Geschichte, im Altonaer Museum in Hamburg, in der Sammlung der Hamburger Sparkasse, in der Sammlung des NDR, in der Sammlung des Hotels Louis C. Jacob an der Elbe in Hamburg, im Nordsee Museum Husum Nissenhaus, im Kieler Stadtmuseum Warleberger Hof, in der Schleswig-Holsteinische Landesbibliothek in Kiel, im Museumsberg Flensburg, in der Kunsthalle St. Annen in Lübeck, im Museum Lüneburg, im Städtischen Museum Braunschweig, im Sprengel Museum Hannover, in der Kunstbibliothek – Staatliche Museen zu Berlin, im Winckelmann-Museum in Stendal, in der Sammlung der Stiftung Christliche Kunst Wittenberg, in der Sammlung der Letter Stiftung, vertreten, aber auch in Bremen, Dresden, Essen, Hagen in Westfalen, Köln und Weimar. Illies’ Nachlass, darin über 210 Gemälde, wird durch die Arthur und Georg Illies Familien-Stiftung betreut.
Illies Sohn Harald Illies (1911–1985) wurde ebenfalls Maler. Der Maler Otto Illies war ein Vetter von Arthur Illies, dessen Vater, der Großkaufmann Carl Illies sein Onkel. Der Großherzoglich-Mecklenburgisch-Schweriner Hofglockengießer Johann Carl Ludwig Illies war sein Großvater. Der Autor Florian Illies erwähnt ihn in einem Interview mit dem Hamburger Abendblatt als entfernten Vorfahren.

## Stiftung
Die Georgie und Arthur Illies Familienstiftung Lüneburg wurde 1998 von Arthur und Georgie Illies jüngsten Tochter Anke Maria Müller-Illies gegründet und ist in Lüneburg angesiedelt. Im Stiftungsrat und Stiftungsvorstand sitzen unter anderen weitere Familienmitglieder. Durch die Genehmigung der Bezirksregierung Lüneburg vom 24. November 1998 ist sie eine rechtsfähige Stiftung des bürgerlichen Rechts. Sie ist gemeinnützig und zur Ausstellung von Spendenbescheinigungen berechtigt gemäß Bescheid des Finanzamts Lüneburg.
Die Stiftung erhielt 1999 den Nachlass von Arthur und Georgie Illies Erben, darunter viele künstlerische Werke, Tagebücher, Aufsätze, Rede-Texte, Fotos und Gebrauchsgegenstände. Sie erfasst und bewahrt den Nachlass und lässt Werke restaurieren, organisiert Ausstellungen und gibt Leihgaben für Ausstellungen. Auf vielen Ausstellungen waren ein Teil der Werke schon zu sehen. Ein kleiner Teil der Bilder befinden sich in Patenschaft, denn die Stiftung bietet auch Patenschaften an. Ein Pate kann ein restaurierungsbedürftiges Gemälde seiner Wahl fachgerecht bei der VDR-Restauratorin Geertje Foth restaurieren zu lassen. Durch die Übernahme der Kosten für eine Restaurierung des ausgewählten Gemäldes unterstützt er die Erhaltung des Werks von Arthur Illies. Ein Pate erhält nach der Restaurierung das ausgewählte Gemälde als Leihgabe für einen Zeitraum von zehn oder mehr Jahren.

## Ausstellungen (Auswahl)

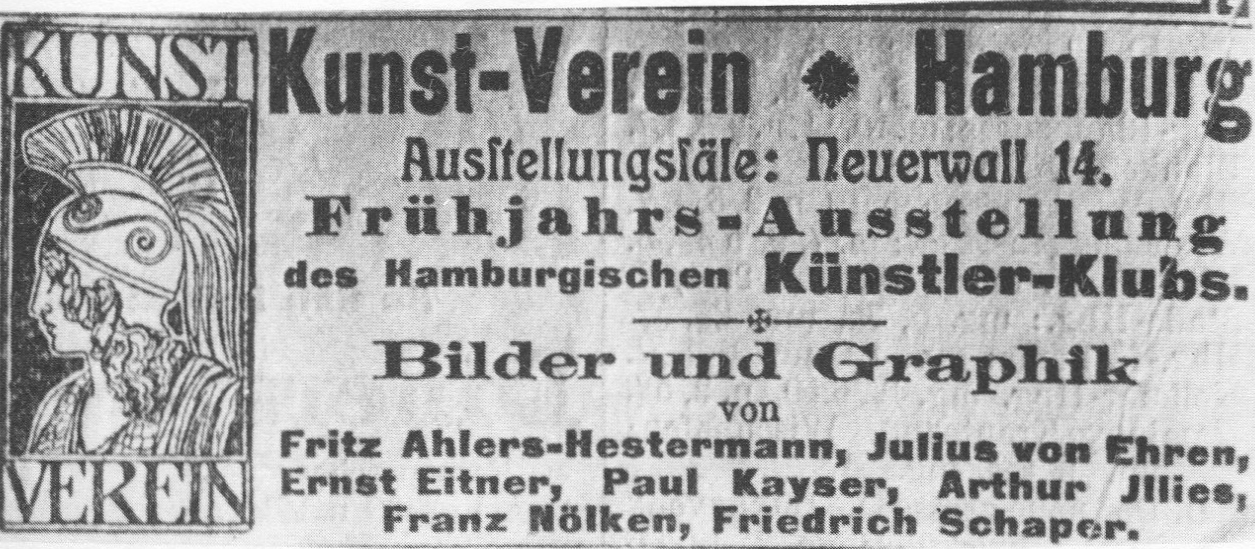
Ankündigung der Frühjahrsausstellung des Hamburgischen Künstlerclubs, 1907

- 1893: Münchener Jahresausstellung von Kunstwerken aller Nationen im Glaspalast – Ölgemälde: Herbstabend[34]
- 1894: Große Kunstausstellung des Kunstverein in Hamburg
- 1894: Große Berliner Kunstausstellung – Gemälde: Herbstabend, In der Werkstatt[35]
- 1895: Große Berliner Kunstausstellung – Gemälde: Ruhende Kühe[36]
- 1895: Internationale Kunstausstellung des Kunstverein in Hamburg in der Hamburger Kunsthalle[37]
- 1895: Ausstellung in der alten Kunsthalle in Kiel[38]
- 1895: Exposition nationale des beaux-arts, Société nationale des beaux-arts, Paris – Gemälde: Schwäne[39]
- 1897: Von 1897 bis 1907 mindestens zweimal im Jahr Ausstellungen mit den Hamburgischen Künstlerklub in der Galerie Commeter in Hamburg
- 1897: Ausstellung des Hamburgischen Künstlerklub im Salon von Fritz Gurlitt, Berlin[40]
- 1897: Internationale Kunstausstellung Dresden – Ölgemälde: Kühe auf der Weide, Herbstabend in der Heide[41]
- 1898: Ausstellung Hamburger Künstler des Kunstverein in Hamburg in der Hamburger Kunsthalle[42]
- 1899: Deutsche Kunstausstellung Dresden – Ölgemälde: Nixe.[43] Radierungen: Orchidee, Schwan, Glockenblume, Landschaft, Mondnacht (A), Mondnacht (B), Tulpen rot, Primel, Heide, Nebel, Ranunkeln, Kapuzinerkresse, Wicke, Blüte[44]
- 1899: V. Ausstellung der Vereinigung Bildender Künstler Österreichs, Secession, Wiener Secessionsgebäude – Sechs Rahmen mit farbigen Zinktiefdrucken[45]
- 1901: Internationale Kunstausstellung Dresden – Ölgemälde: Bildnis.[46] Zinkätzungen: Junges Grün, Abend, Bach[47]
- 1902: Jubiläumskunstausstellung (fünfzigjähriges Regierungsjubiläum des Großherzogs von Baden Friedrich I.), Karlsruhe – Farbige Radierung: Abend[48]
- 1903 Große Kunstausstellung des Kunstvereins in Hamburg in der Hamburger Kunsthalle[49]
- 1905: Nordwestdeutsche Kunstausstellung Oldenburg – Gemälde Schlepper im Hafen, Morgen (vielleicht mehr)[50]
- 1906: Münchener Jahresausstellung im Glaspalast – Ölgemälde: Talblick, Herbst[51]
- 1906: Weihnachtsausstellung veranstaltet vom Kunstverein in Hamburg – Ein Gemälde[52][53]
- 1906–1907: 1. Ausstellung der Nordwestdeutschen Künstlervereinigung, Bremen – unter anderem Porträt Detlev von Liliencron[54]
- 1907: Große Berliner Kunstausstellung – Saal 8f: Alpenprimel, Waldmeister, Mondsichel, Nasturtium gelb, Morgen, Geißblattblüte, Pferdetränke, Schwäne auf der Alster, Pferdeschwämme, Blühender Busch, Trollblume, Verschneites Fleet, Erlen.[55] Saal 33: Hühner im Schnee, Mondlandschaft, Figurengruppe, Nacht, Alsterlandschaft, Wolke[56]
- 1907: Sonderausstellung des Hamburgischen Künstlerklubs, veranstaltet vom Kunstverein in Hamburg – 14 Ölgemälde und 33 andere Werke[57]
- 1907: Graphische Ausstellung des Deutschen Künstlerbundes, Buchgewerbehaus Leipzig – Graphiken, unter anderem Farbige Radierung Verschneites Fleet, Holzschnitt Porträt Detlev von Liliencron[58]
- 1908: Große Berliner Kunstausstellung – Saal 9d: Linoleumschnitt Fischerhafen. Farbige Radierungen: Häuser im Mondschein, Herbst-Abendsonne.[59] Saal 33: Uferlandschaft, Sonne, Fischer[60]
- 1908: Jubiläumsausstellung des Hamburger Künstlervereins, veranstaltet vom Kunstverein in Hamburg – Ein Ölgemälde und 5 andere Werke
- 1908: Kollektionen von Handzeichnungen und Radierungen Deutscher Meister, veranstaltet vom Kunstverein in Hamburg – 7 Radierungen[61]
- 1908: Einzelausstellung im Museum für Kunst und Gewerbe Weimar[62]
- 1908: Einzelausstellung im Salon von Fritz Gurlitt, Berlin[63]
- 1908: 16. Ausstellung der Berliner Secession, Zeichnende Künste – Farbendruck: Porträt. Radierungen: Mole, Herbstmorgen[64]
- 1909: Einzelausstellung in der Galerie Commeter, Hamburg[65]
- 1909: 18. Ausstellung der Berliner Secession – Gemälde: Gang in die Kontore[66]
- 1909: Ausstellung in der Kunsthalle zu Kiel[67]
- 1911: Jubiläumsausstellung der Münchner Künstlergenossenschaft zu Ehren des 90. Geburtstages des Prinzregenten Luitpold von Bayern, Glaspalast, München – Ölgemälde: Herbstabend, Wintersonne, Spaziergang. Radierungen: Greis am Meer, Tanzende, Flußlandschaft[68]
- 1911: Ausstellung im Museum für Kunst und Gewerbe Weimar (jetzt Neues Museum Weimar)[69]
- 1912: Münchener Jahresausstellung im Glaspalast – Ölgemälde: Hamburger Segelschiffhafen, Hamburger Hafen, Fischer[70]
- 1913: Ausstellung Werke Hamburger Künstler veranstaltet vom Kunstverein in Hamburg – 3 Gemälde[71]
- 1913: A collection of contemporary german graphic art, City Art Museum of St. Louis – Graphiken: Nasturtiums, Nebel auf der Elbe, Fliegen-Ragwurz[72]
- 1914: Kölner Werkbundausstellung – Radierungen
- 1918: Einzelausstellung in der Galerie Commeter, Hamburg[73]
- 1919: Ausstellung, veranstaltet vom Kunstverein in Hamburg – 22 Gemälde[74]
- 1920: Frühjahrsausstellung der Hamburgischen Künstlerschaft – 5 Gemälde[75]
- 1921: Bildnis und Stilleben, veranstaltet vom Hamburger Künstlerverein, Hansa-Werkstätten, Hamburg[76]
- 1923: Deutsche Kunstausstellung, Karlsruhe – Gemälde Flucht nach Ägypten (vielleicht mehr)[77]
- 1927: Jahresschau der Vereinigung Nordwestdeutscher Künstler, veranstaltet vom Kunstverein in Hamburg – Ein Gemälde[78]
- 1927: Hamburger Kunst – Hamburger Künstlerschaft im Kunstverein Hamburg
- 1927: Mensch und Umwelt in Niedersachsen, Heimfelder Mittelschule
- 1928: Große Berliner Kunstausstellung – Radierungen[79]
- 1930: Jahresausstellung des Hamburger Künstler-Vereins im Kunstverein in Hamburg – Ölgemälde: Dahlien (Orange), Dahlien (gelb und rot), Ferientag, Nach dem Bade, Bildnis[80]
- 1931–1932: Einzelausstellung, veranstaltet vom Kunstverein in Hamburg
- 1932: Altonensien-Ausstellung im Altonaer Museum[81]
- 1941: Große Deutsche Kunstausstellung, Haus der Kunst, München – Ölgemälde: Heimkehr der Flotte der Legion Condor[82][83]
- 1942: Große Deutsche Kunstausstellung, Haus der Kunst, München – Ölgemälde: Wasserfall (Käufer: Joseph Goebbels)[84][85]
- 1942: Große Berliner Kunstausstellung, Nationalgalerie – Ölgemälde: Mondnacht in Lüneburg, Gauleiter Staatsrat Otto Telschow[86]
- 1943: Große Deutsche Kunstausstellung, Haus der Kunst, München – Ölgemälde: Das Hünengrab,[87] Juniabend,[88] Buchenwald am Ufer (Käufer: Arthur Greiser)[89][90]
- 1944: Große Deutsche Kunstausstellung, Haus der Kunst, München – Ölgemälde: Waldinneres[91]
- 1950: Sonderausstellung Unsere Alster verbunden mit einer Gemäldeausstellung von Arthur Illies, Museum für Hamburgische Geschichte
- 1951: Einzelausstellung im Museum für Völkerkunde Hamburg
- 1968: Griffelkunst-Vereinigung Hamburg-Langenhorn

Posthum
- 1970: Meister der Druckgraphik, Kunstverein in Hamburg
- 1984: Arthur Illies – Das Frühwerk Gemälde und Graphik 1890–1914 im Museum für das Fürstentum Lüneburg
- 1999: Einzelausstellung im Museum für das Fürstentum Lüneburg
- 2001: Einzelausstellung im Traubensaal des Lüneburger Rathauses
- 2002: Einzelausstellung Arthur Illies zu Illies 50. Todestag im Museum für das Fürstentum Lüneburg[92]
- 2003: Einzelausstellung im Foyer der Industrie- und Handelskammer Lüneburg
- 2004: Fachhochschule Lüneburg im Volgershall zusammen mit photographischen Arbeiten seiner Enkelin Mechthild Op Gen Oorth
- 2005: Einzelausstellung in der Kunststätte Bossard, Jesteburg
- 2008: Von Barlach bis Witte – Große Deutsche Kunstausstellung von 1927, Helms Museum, Hamburg[93]
- 2008: Einzelausstellung anlässlich des 10-jährigen Bestehens der Arthur und Georgie Illies Familien-Stiftung, Heinrich-Heine-Haus, Lüneburg – Graphiken und unbekannte Gemälde
- 2009: 100 Jahre Kunst in der Schleiregion und an der Flensburger Förde, Kunsthaus Hänisch, Kappeln an der Schlei[94]
- 2009–2010: Hamburger Ansichten – Maler sehen die Stadt, Hamburger Kunsthalle – Ölgemälde: Schwäne am Alsterufer, Alsterlandschaft[95]
- 2010–2011: Einzelausstellung Erinnerungen an den „Maler des Lichts“, Amtsrichterhaus, Schwarzenbek[96]
- 2012: Gerettet! Kunst und Technik des Restaurierens am Beispiel früher Gemälde von Arthur Illies mit der Restauratorin Geertje Foth, Handelskammer Hamburg – 26 Gemälde[97][98]
- 2012: Arthur Illies im Alstertal, Alstertal-Museum, Hamburg
- 2014: Von Liebermann bis Nolde – Impressionismus in Deutschland auf Papier, Altes Rathaus, Ingelheim am Rhein[99][100]
- 2014: Von Liebermann bis Nolde – Impressionismus in Deutschland auf Papier, Ernst-Barlach-Haus, Hamburg[101]
- 2014: Werkschau im Wohnhaus, Lüneburg
- 2015: Motive von Thomas Herbst – gemalt von seinen Künstlerclubkollegen, Haspa Galerie, Großer Burstah, Hamburg[102]
- 2016: ICH. Norddeutsche Selbstbildnisse aus 100 Jahren, Wenzel-Hablik-Museum, Itzehoe
- 2017: Hamburg Plaisir – Künstler sehen ihre Stadt, Felix Jud, Hamburg[103]
- 2018: Einzelausstellung in der Kunsthalle der Sparkassenstiftung Lüneburg der KulturBäckerei Lüneburg, veranstaltet von der Arthur und Georgie Illies Familien-Stiftung[104]
- 2019: Hamburger Schule – Das 19. Jahrhundert neu entdeckt (12. April bis 14. Juli), Hamburger Kunsthalle – Ölgemälde: Heide bei Harburg. Regentag, 1896 (Inv.-Nr. HK-1779)

## Publikationen
- Zeitkunst oder Volkskunst?, Hanseatische Verlagsanstalt, Hamburg 1921
- Bilder aus Hamburg. Nach Radierungen von Arthur Illies, 8 Blätter  (Chilehaus, Petrikirche, Bei den Pumpen, Mönckebergstraße, Jakobikirche, Katharinenkirchhof, Meßberg, Hochbahn) in einer Mappe,  Buch-Ein- und -Verkaufsgemeinschaft „Hammerbrook“, Hamburg 1929
- Das unsterbliche Herz. Bilder zur Heldensage und Geschichte der Deutschen, 37 (Reproduktionen von) Hochradierungen von Arthur Illies, Westermann Verlag, Braunschweig 1929
- Wie meine religiösen Bilder entstanden. In: Hamburger Kirchenkalender 1931, S. 120–129 (Digitalisat)

Illustrationen
- Gustav Falke: Mit dem Leben. Neue Gedichte, Buchschmuck und Einbandzeichnung von Arthur Illies, A. Janssen, Hamburg 1898
- 1876–1901. Hamburgischer Lorbeerkranz dargereicht zu Ehren seiner 25jährigen Senatorschaft dem Bürgermeister Dr. Johann Georg Mönckeberg am 3. Juli 1901, Janssen, Hamburg 1901
- Anna Helms, Julius Blaschke: Bunte Tänze, Band 2, Ausgesetzt für Klavier von Wilhelm Koehler-Wümbach, Arthur Illies (Deckelbild und Illustrationen), Verlag Friedrich Hofmeister, Leipzig 1912
- Hamburger Festzug 1913, Hundertjahrfeier zur Erinnerung an Hamburgs Befreiung von der Franzosenherrschaft, Buchschmuck und 30 farbige Bilder von Arthur Illies, Hamburg 1913
- Wilhelm Reinecke: Das Rathaus zu Lüneburg, Bilder und Buchschmuck von Arthur Illies, Stern’sche Buchdruckerei, Lüneburg 1925
- Wilhelm Reinecke: Führer durch das Rathaus zu Lüneburg, Bilder und Buchschmuck von Arthur Illies, Stern’sche Buchdruckerei, Lüneburg 1927
- Hermann Claudius: O, Wandern! Skizzen und Gedichte von Hermann Claudius, Umschlagszeichnung und ganzseitige Illustrationen von Arthur Illies, Auer & Co, Hamburg 1930
- Hans Schröder: Bilder aus Alt-Braunschweig – Nach Ölgemälden von Arthur Illies, Städtisches Verkehrs- und Presseamt Braunschweig, 1931